# Kozármisleny
Kozármisleny (vyslovováno [ko'zaːmɪʃleɲ], německy Mischlen, chorvatsky Mišljen) je město v Maďarsku v župě Baranya, spadající pod okres Pécs. Vzniklo v roce 1928 spojením dvou obcí Kiskozár a Misleny. Nachází se v bezprostřední blízkosti Pécse, především jeho jihovýchodních částí Nagyárpád a Üszögpuszta. Město se rozkládá na ploše 14,45 km² a žije zde 6 017 obyvatel. Podle údajů z roku 2011 zde byli 86,7 % Maďaři, 5,9 % Němci, 1,9 % Chorvati, 1,1 % Romové, 0,3 % Rumuni a 0,2 % Srbové.
Nejbližšími obcemi (kromě Pécse) jsou Belvárdgyula, Birján, Egerág, Kisherend, Kiskassa, Magyarsarlós, Lothárd, Olasz, Pécsdevecser, Pécsudvard, Szederkény, Szemely a Újpetre.